# Niedergericht (Hamburg)

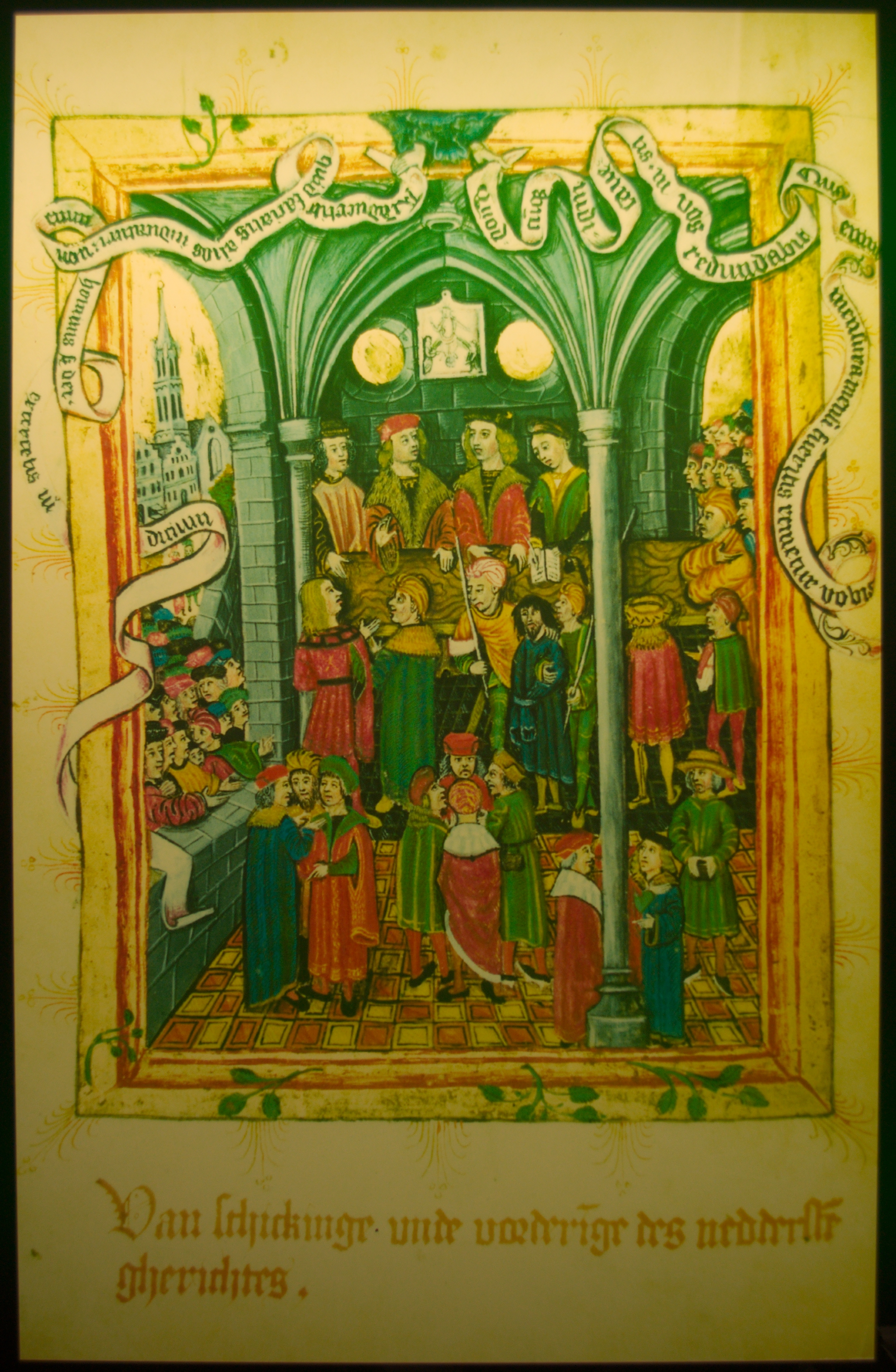
Das Niedergericht im Stadtrecht von 1497

Das Hamburger Niedergericht war das älteste Hamburger Gericht, das mit Unterbrechung in der Zeit der französischen Besetzung Hamburgs bis 1879 existierte.

## Ursprünge
Der Name „Niedergericht“ taucht erstmals als neddersteten Gherichtes im Hamburger Stadtrecht von 1497 auf. Der Rat bildete als Ganzes das Appellationsgericht und damit das Obergericht. Das als Niedergericht bezeichnete Gericht war vermutlich viel älter und wurde in früheren Stadtrechtsniederschriften, so 1270, als Dingbank benannt. Das Niedergericht war das Zivil- und Strafgericht erster Instanz und in Hamburg nicht auf die Niedere Gerichtsbarkeit festgelegt. Es hatte seinen Sitz ursprünglich in einer halboffenen Halle am Nikolaifleet in der Nähe der Trostbrücke.
Das Gericht bestand 1497 aus den ‚Richte‘- oder ‚Gerichts‘herrn, zwei Ratsherrn, die als Vertreter des Rates die Aufsicht führten, dem Vogt, der als Vertreter der landesherrlichen Obrigkeit den Prozess leitete, dem Schreiber, der das Verfahren protokollierte, und den Dingleuten, die als Personen aus dem Volk das Urteil fällten.
Da der Platz am Nikolaifleet anderweitig gebraucht wurde, zog das Gericht 1560 in einen neu errichteten Anbau am Rathaus.

## 1623 bis 1811

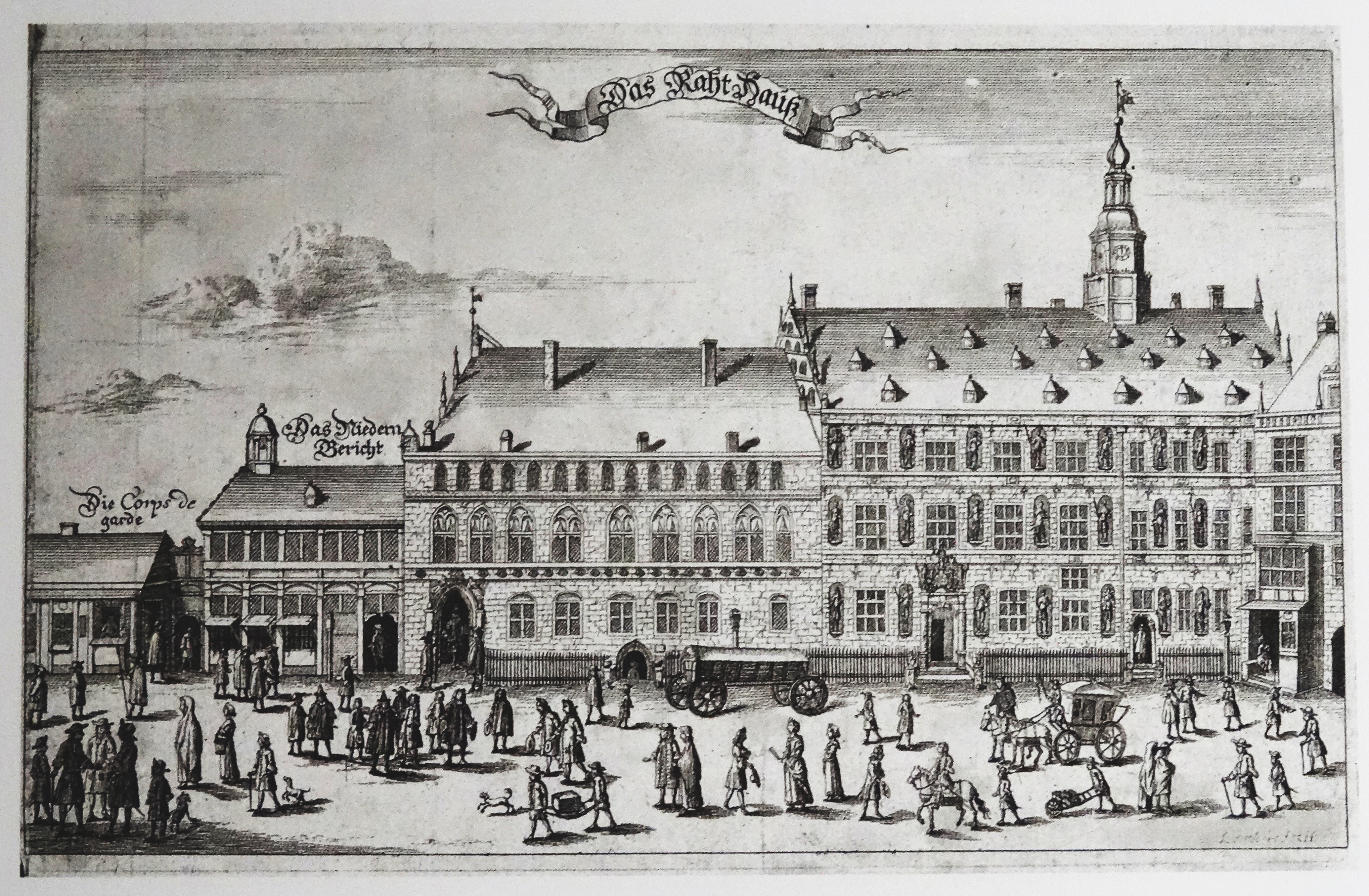
Niedergericht am Rathaus um 1700

Im Jahre 1622 wurde eine neue Gerichtsordnung gefasst, in der die Rollen der Beteiligten sich weiter entwickelt hatten. Die Gerichtsherrn, auch Prätoren genannt, übernahmen nach und nach die Gerichtsleitung und konnten zu Schlichtungsverfahren angerufen werden. Daraus entwickelten sich in Hamburg die sogenannten Präturen oder Dielengerichte. Fälle, die mit dem Hafen, insbesondere mit der Schifffahrt zu tun hatten, sollten ab 1623 vor dem Hamburgische Admiralitätsgericht verhandelt werden.
Später nahmen die Gerichtsherrn am Niedergericht nur noch formelle Rollen wahr. Der Vogt wurde nach und nach zum städtischen Beamten, der für die Vollstreckung der Urteile zuständig wurde. Aus der Gruppe der Dingleute entwickelte sich ein Gremium von deputierten Bürgern, die das Gericht leiteten und die Urteile sprachen. Ab 1623 wurden acht Bürger ins Niedergericht deputiert, einer davon sollte „rechtsgelehrt“ sein und den Vorsitz übernehmen. Die Tätigkeit umfasste normalerweise die Anwesenheit an den Sitzungstagen montags und mittwochs, ab 1653 zusätzlich auch freitags und war ehrenamtlich auszufüllen.
Die Verfahren am Niedergericht waren ursprünglich mündliche Verfahren, mit der Gerichtsordnung von 1645 wird aber von schriftlichen Verfahren auszugehen sein.
Ab 1605 gab es am Niedergericht acht akkreditierte Procuraten, also Anwälte, die andere Parteien vor Gericht vertreten durften. Diese Position entwickelte sich weiter, ab 1705 durften nur noch Procuraten Schriftsätze beim Niedergericht einreichen. Sie durften dazu zwar Gebühren erheben, ihnen war aber sonstige anwaltliche Tätigkeit untersagt.
1811 wurde Hamburg an Frankreich angeschlossen, zum 20. August 1811 traten die kaiserlich-französischen Gesetze in Kraft und die alten Gerichte waren abgeschafft.

## 1815 bis 1879

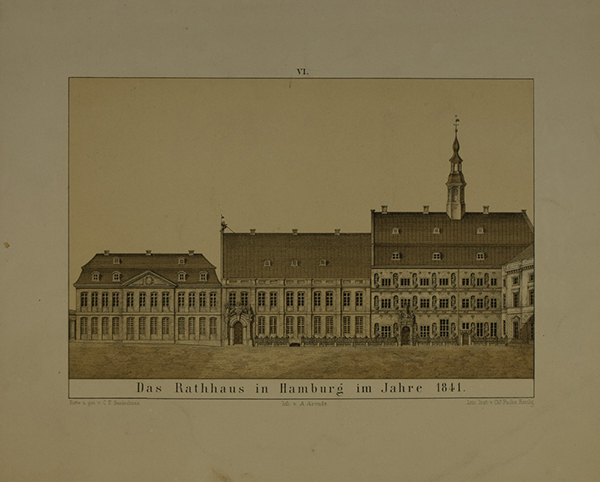
Das 1811–1814 umgebaute Niedergericht 1841

Nach Ende der französischen Besetzung wurde das Niedergericht in erneuerter Form 1815 wieder eingesetzt. Es wurden nun drei besoldete Posten geschaffen, die jeweils mit Juristen auf Lebenszeit besetzt wurden. Dazu wurden weiterhin vier Laien zu Richter bestellt, diese jeweils für zwei Jahre. Da 1816 auch ein Handelsgericht geschaffen wurde, gingen entsprechende Fälle dann an das neu entstandene Gericht. Das Gericht hatte ab 1815 seinen Sitz im Eimbeckschen Haus. Nach dem Großen Brand 1842 wurde das Niedergericht in das Waisenhausgebäude in der Admiralstraße verlegt, in dem auch der Rat untergebracht war. Verfahren vor den Niedergericht galten Anfang des 19. Jahrhunderts als langwierig und teuer. Mit dem zunehmenden Wachstum der Stadt Hamburg ging auch das Wachstum des Niedergerichts einher, 1871 bei Einführung der Reichsstrafgesetzbuches gab es 13 Berufsrichter und 21 Laienrichter. Bei der Auflösung 1879 amtierten 20 juristische und 32 kaufmännische Mitglieder.
Das Niedergericht wurde zum 30. September 1879 aufgelöst, seine Befugnisse und der Großteil der juristischen Richter gingen an das Amtsgericht Hamburg über.
Präses des Niedergerichts seit 1815
- 1815–1821: Joachim Nicolaus Schaffshausen
- 1821–1824: Johann Carl Gries
- 1824–1835: Carl August Schlüter
- 1835–1861: Georg Heinrich Berkhan
- 1861–1879: Ernst Gossler